# Château de Rhuddlan
Pour les articles homonymes, voir Rhuddlan (homonymie).
Le château de Rhuddlan (en gallois : Castell Rhuddlan) est un château construit en 1277 par Édouard Ier, roi d'Angleterre, au sortir de la Première Guerre galloise. Il s'agit d'un château concentrique situé à Rhuddlan, dans le Denbighshire (Pays de Galles). Il est aujourd'hui géré par Cadw, un organisme gouvernemental gallois. 
Il y avait à proximité le château de Twthill (en) d'origine normande (1073)  et qui avait été fortifié par Henri II vers 1158,.